# 多夫日克 (紹斯特卡區)
52°2′47″N 33°53′12″E / 52.04639°N 33.88667°E
多夫日克（烏克蘭語：Довжик）是位於烏克蘭東北部的村莊，由蘇梅州紹斯特卡區的德魯日巴市鎮負責管轄。該村距離胡蒂尔-米哈伊利夫斯基1.5公里，海拔高度187米，2001年該村落人口64。